# إدوارد كارلسون
إدوارد كارلسون (بالإنجليزية: Edward Carlson)‏ هو شخصية أعمال أمريكي، ولد في 4 يونيو 1911 في تاكوما في الولايات المتحدة، وتوفي في 3 أبريل 1990 في سياتل في الولايات المتحدة بسبب سرطان.